# Charles the Goat
Charles the Goat ist eine Punkband aus Kiel, Schleswig-Holstein. Die Band beschreibt ihren Stil als „Ziegenstallpunk“ und kombiniert humorvolle mit gesellschaftskritischen deutschen Texten. Das visuelle Markenzeichen der Band ist das Maskottchen Charly, eine gezeichnete Comic-Ziege.

## Geschichte
Charles the Goat entstand 2021 aus einem Soloprojekt von Lars Woldt (Gesang, Gitarre). Kurz darauf stießen Milos Pumpalovic (Gitarre), Dennis Günzel (Bass) und Rico Kobarg (Schlagzeug) zur Band.
Charles the Goat traten unter anderem beim Haby Festival 2022 und 2023 auf. In der Kieler Schaubude und im Medusa. Beim Winter Whitefield Festival in Harsefeld, als Headliner beim Rock ob'e Hütt in Kropp und im Landgasthof Wacken zusammen mit Slime auf.
2025 haben Charles the Goat auf dem Wacken Open Air gespielt.  

## Stil

### Musik
Die Band bezeichnet ihren Musikstil als „Ziegenstallpunk“. Musikalisch handelt es sich, unter anderem, um schnellen, energiegeladenen Punk mit melodischen Refrains und deutschen Texten. Anderseits sind auch härtere Töne und Kompositionen im Repertoire der Band. Eine wirkliche, musikalische Schublade ist hier schwer zu definieren, da die Band (trotz vieler möglicher Ähnlichkeiten) ihren gänzlich eigenen Stil und Sound hat.

### Maskottchen

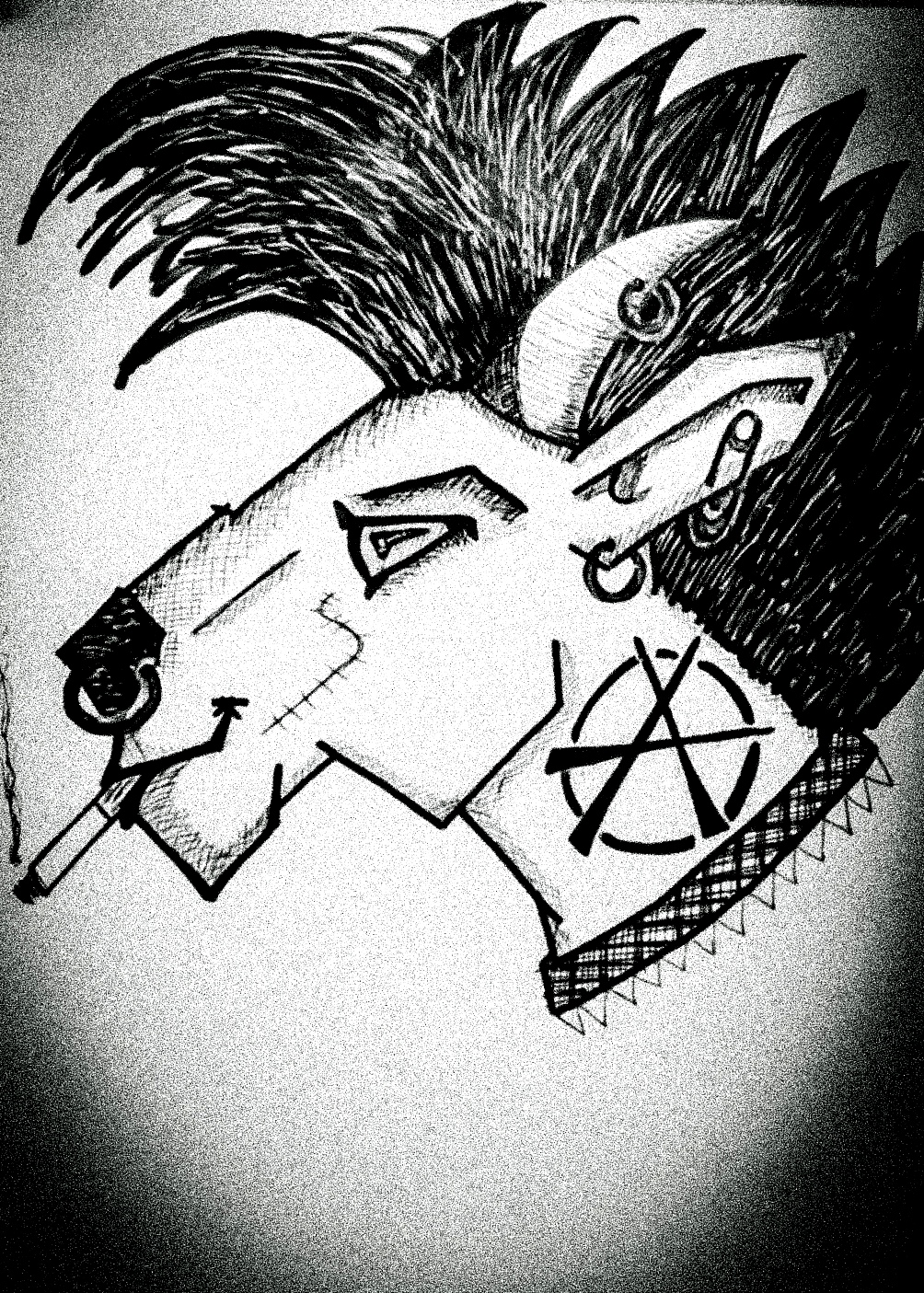
Maskottchen Charly

Das Maskottchen der Band ist eine stilisierte Comic-Ziege mit Irokesenfrisur, Piercings und einem Anarchie-Symbol. Charly wird auf Covern, Merchandise und in der Öffentlichkeitsarbeit der Band verwendet.

## Diskografie

### Alben
- 2022: Bergauf (12. Dezember 2022, Eigenveröffentlichung) – enthält unter anderem die Titel „Charles the Goat“, „Angst“, „Bierdosenliebe“ und „Depression“.[2]
- 2024: Abgrundtief (7. Juni 2024, Eigenveröffentlichung) – thematisch fokussiert auf ernste Themen wie Depression und Selbstreflexion.[3]

### Singles
- 2022: Angst
- 2024: Auf Ewig[4]